# 붉은솔개
붉은솔개(영어: red kite, 학명: Milvus milvus 밀부스 밀부스[*])는 수리과에 속하는 중대형 크기의 맹금류이다. 이 종들은 현재 유럽 서부 구북구 지역과 북서부 아프리카의 고유종이지만, 과거에는 북부 이란 밖에서도 분포했다.

## 개요

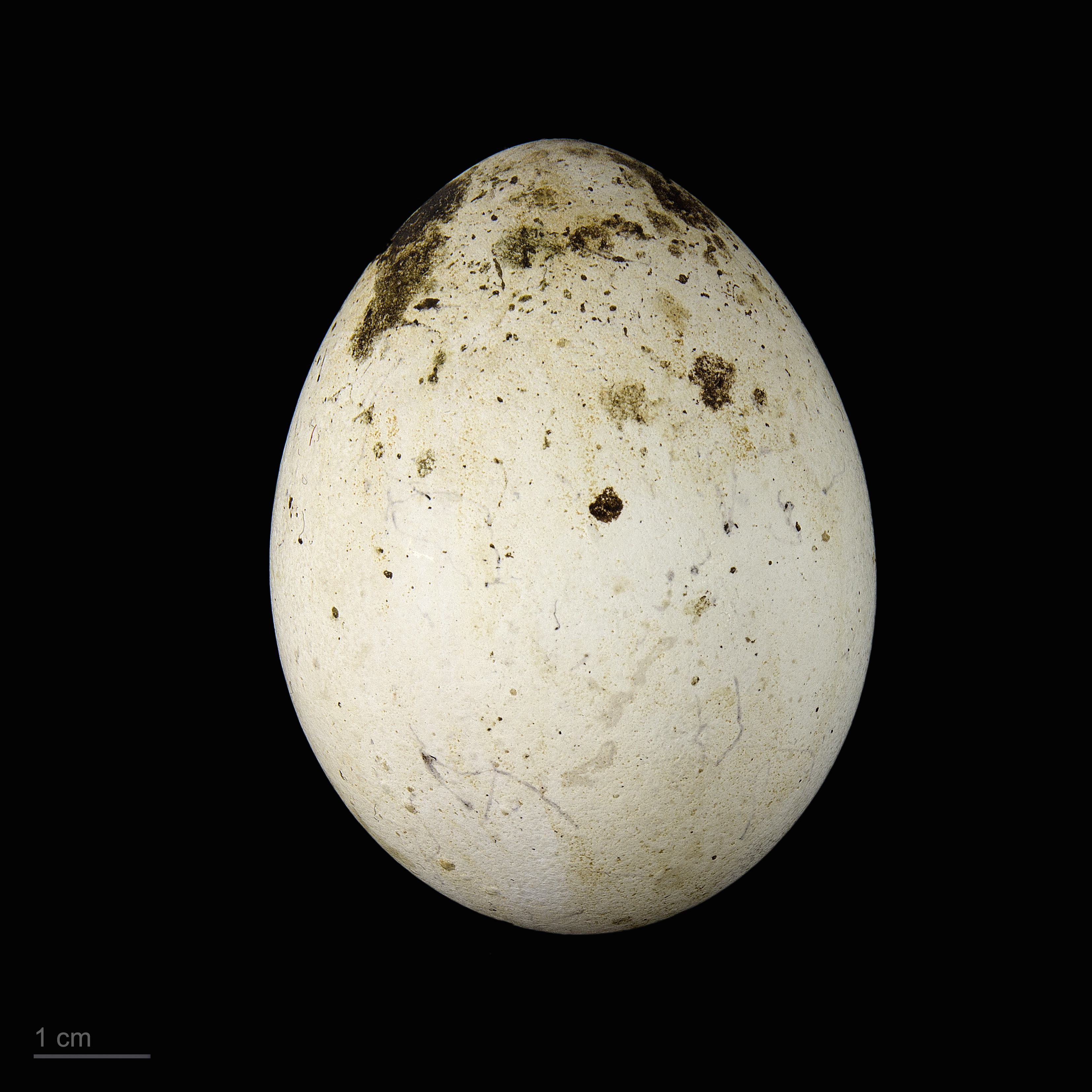
Milvus milvus

붉은솔개는 길이가 60~70 센티미터 (24~28 인치)에 달하며, 날개 길이는 175~179 센티미터 (69~70 인치), 수컷의 몸무게는 800~1200그램, 암컷의 몸무게는 1,000~1m300 그램에 달한다.

## 먹이
붉은솔개의 먹이는 주로 쥐, 들쥐, 땃쥐류, 어린 산토끼, 래빗과 같은 조그마한 젖먹이짐승이다. 살아있는 새도 잡아먹으며 가끔은 파충류, 양서류도 잡아먹는다. 지렁이는 특히 봄에 중요한 먹이의 일부가 되기도 한다.